# Tau de Perseu
Tau de Perseu (τ Persei) és un estel a la constel·lació de Perseu de magnitud aparent +3,93. Encara que no té nom propi habitual, a la Xina era coneguda com a Ta Ling, «el gran monticle». S'hi troba a 272 anys llum del sistema solar.
Tau de Perseu és un estrella binària composta per una gegant groga de tipus espectral G4III i 5.160 K de temperatura superficial, i una estrella blanca de la seqüència principal de tipus A4V amb una temperatura de 8.970 K. La gegant groga és 150 vegades més lluminosa que el Sol i el seu radi és 14 vegades més gran que el radi solar. L'estrella blanca és menys lluminosa —però 26 vegades més lluminosa que el Sol— i significativament més petita, amb un radi de 2,2 radis solars. La seva velocitat de rotació —50 km/s— implica que el seu període de rotació és de 1,8 dies.
El període orbital del sistema és de 4,419 anys, i la separació mitjana entre les dues components és de 4,2 ua. L'òrbita és marcadament excèntrica, amb una separació mínima al periastre de 1,13 ua i de 7,2 ua a l'apoastre. A més Tau Persei és una binària eclipsant: durant dos dies es produeix una caiguda de la seva lluentor des de magnitud +3,93 a +4,07 quan l'estel gegant passa davant de l'estel blanc en un eclipsi parcial, ja que el primer no arriba a ocultar completament al segon. L'altre eclipsi, quan l'estel blanc passa davant del gegant groc, és massa lleu per ser observat.